# Grand Forks (Colúmbia Britânica)
Grand Forks é uma cidade localizada na fronteira entre Estados Unidos e Canadá, no Distrito Regional de Kootenay Boundary da província canadense da Colúmbia Britânica. A cidade fica ao norte da fronteira EUA-Canadá, a aproximadamente 500 km de Vancouver, e a 200 km de Kelowna, e a 23 km a oeste da área do resort de Christina Lake por estrada.